# Ройский спиртоводочный завод
Ройский спиртовой завод — спиртовой завод в селе Лазарево. Основан в 1833 году уржумским купцом 1-й гильдии Лазарем Денисовичем Матвеевым, на реке Ройке. Единственный сохранившийся винокуренный завод Вятской губернии.

## История

### Основание и имперский период
В 30-40-е гг. XIX века, на волне строительства заводов по всей Вятской губернии, уржумский купец Лазарь Денисович Матвеев на своей земле при небольшой деревеньке в 1831 году закладывает на реке Ройке винокуренный завод. Строительство завершилось в 1833 году — этот год считается годом основания завода и в наше время отмечен на трубе.
Изначально завод был деревянным, с кирпичной трубой. Работал на конной тяге.
При строительстве вокруг завода возникает поселение, названное, со временем, Лазаревым. Небольшая деревенька, бывшая здесь ранее, стала одной из его улиц — шурминской.
Для нужд завода необходимо было сырьё. Началось выращивание картофеля, зерна. Так же при заводе появился скот — ему скармливали отходы производства в виде барды. Так же было создано три пруда: средний использовался для нужд завода, верхний являлся запасным, а нижний использовался в качестве отстойника для отходов производства. Последний был спущен в 1930-е годы, однако два других до сих пор существуют и во многом определяют облик села.

###### Имеется фотография описания жизни рабочих того периода. Автор неизвестен.
В те далёкие годы
На винокуренном заводе Матвеева Л. П. работали только мужчины. На всех участках в производстве и подсобных цехах работы приходилось выполнять тяжёлым физическим трудом, что было непосильно для женщин.
Рабочий день составлял 12-14 часов в сутки. На заводе работали рабочие села Лазарево, но их было мало, а поэтому приходилось привлекать людей с окрестных посёлков Гонино, Помытки, Пянки и Кадочники.
На работу в завод приходилось ходить на значительно большое расстояние, в любое время суток при любой погоде, что создавало затруднение в работе производства.
Заводчик решил построить казарму, где ютились рабочие завода, были устроены нары из досок, на которых была солома, а затем закрыта брезентом. В изголовьях находилась дощатая возвышенность, покрытая соломой и брезентом. Возвращаясь с работы рабочие ложились спать. В казарме строго следили за тем, чтобы соблюдалась тишина. Запрещалось громко говорить, стучать и т. п.
Питались кто чем мог, в основном кушали то, что приносили из дома. Столовой при заводе не было, и только большой котёл с кипятком снабжал рабочих. Вдоль казармы стоял деревянный стол, а по обе стороны вдоль стола находились скамейки, на которые садились рабочие в период приёма пищи. В отдельной комнате казармы была устроена плита, где готовили пищу. Пища готовилась в основном это картофель, яйца и другие припасы домашних продуктов.
В казарме, как и на производство, царил строгий распорядок. Газет, книг и другой литературы в казарме не было, но распорядок все должны были знать в совершенстве, но не только знать, но и выполнять.
После смерти Лазаря Денисовича, завод перешёл его сыну — купцу 2-й гильдии Павлу Лазаревичу Матвееву, а впоследствии уже его сыну, наиболее известному представителю рода — Лазарю Павловичу Матвееву. Производительность росла с каждым годом.
В 1856 году завод производил продукции на 30 тысяч рублей. После отмены крепостного права мало кто из работников покинул предприятия из-за недостатка земли. Наибольшая производительность завода была в период с 1862 по 1869 годы. За этот период было произведено около 40 миллионов процентов безводного спирта. Из 40 заводов Вятской губернии Ройский занимал четвёртое место.
В 1877 году вырабатывал до 106 тысяч вёдер спирта. Оборудован он был тремя паровыми котлами и перегонным аппаратом системы Льюиса, а также имел три холодильника — большой для спирта, два малых для погона и барды. Работало на предприятии 43 наёмных рабочих, а руководил ими мастер-немец.
К 1882 году производство выросло до 180 тысяч вёдер спирта. Работало уже 66 человек.
В 1883 производство спирта снизилось из-за дороговизны хлеба и конкуренции винокуренных заводов из других губерний. 163 тысячи вёдер спирта в 40 градусов было произведено в 1885 году. К 1888 году производство снизилось до 89 тысяч вёдер спирта, а число рабочих до 40 человек.
В 1895 году Лазарь Павлович Матвеев погибает. Завод переходит его сыну Павлу Лазаревичу. Старый завод стал ветшать, а в 1896 Павел решается поджечь здание,что бы получить компенсацию для постройки нового завода. Через две недели началась стройка нового кирпичного здания. Предприятие почти приобрело современный вид. В частности, знаменитую трубу. Рабочую силу привлекли из местных крестьян ближних деревень, а также из татарский поселений.

### Революция и советский период
После революции 1917 г. вся семья Матвеевых уехала в Казань. После установления советской власти в Шурминской волости, пока завод не перешёл в руки народного комитета, была попытка разграбления заводского имущества в виде скота и спирта. Однако, рабочие смогли это предотвратить.
Завод был национализирован. После 1921 началось восстановления здания и оборудования. Производство спирта возобновилось в 1925 году. Гужевым транспортом его доставляли на Уржумский спиртоводочный завод.
К 1934 году завод имел подсобное хозяйство, столовую, пекарню, пасеку, свинарник, коровник и лошадей. Улучшилась материально-техническая база.
Благодаря директору Николаю Фёдоровичу Козлову при заводе был открыт детский сад, баня, построен двухэтажный дом и кирпичное здание библиотеки. Козлов возглавлял завод до 1943 года.
В 1940 запущен ликёро-морсовый цех для изготовления сладких и горьких настоек, а также наливок. Завод получил название «Уржумский ликёро-водочный завод». В военные годы завод работал на нужды фронта, обслуживали его женщины и дети. В 1945 году стали прибывать демобилизованные.

#### Послевоенные годы
В 1949 поставлен аппарат непрерывного действия, который сразу давал спирт-ректификат и побочные фракции.
В 50-х годах наступает основной этап реконструкции. Паровые машины заменены, пущена в строй артезианская скважина. Завод со временем перешёл на государственное энергоснабжение. В конце десятилетия выстроено ещё два цеха — посудный и отпускной.
В 1968 году паровые машины заменяются на электромоторы. В 1969 завод имеет в наличии 19 автомашин и три трактора.
В 1972 году был завезён более совершенный комбинированный аппарат, дающий спирт высшей очистки. Для него была создана надстройка, и завод получил свой современный вид. Корпус стал четырёхэтажным. Также был расширен средний пруд.
В 1978 котельное здание реконструировано, с дров переходят на мазут. Теперь не требовался тяжёлый физический труд кочегаров и кольщиков. Над крышей здания располагался гудок, использование которого прекратили из-за кампании 60-х годов по борьбе с шумом. Однако его использовали когда кто-то из рабочих погибал, в знак уважения. К 1983 спирта выпускается в 5-6 раз больше, чем в 50-е гг.

### В настоящее время
Сейчас Ройский спиртовой завод — подразделение ОАО «Уржумский СВЗ», полностью обеспечивающее потребность предприятия в спирте. Производит спирты «Люкс», «Высшей очистки». Побочный продукт — барда, может быть высокоценным, витаминосодержащим кормом. Имеется оборудование по полной её переработке в сухой вид с высоким содержанием протеина.

###### Директора Ройского завода
А. П. Нарсеев — 1946—1955 г.; П. И. Храмов — 1957—1963 г.; Р. Н. Храмова — 1963—1985 г.; В. Д. Снигирев — 1985—1988 г.; Г. А. Сабирова — 1985—2002 г.